# Vasakyrkan, Filipstad
Vasakyrkan är en kyrkobyggnad som ligger i centrala Filipstad, med tillhörighet i Equmeniakyrkan. I kyrkan håller även Korskyrkan till.

## Byggnaden

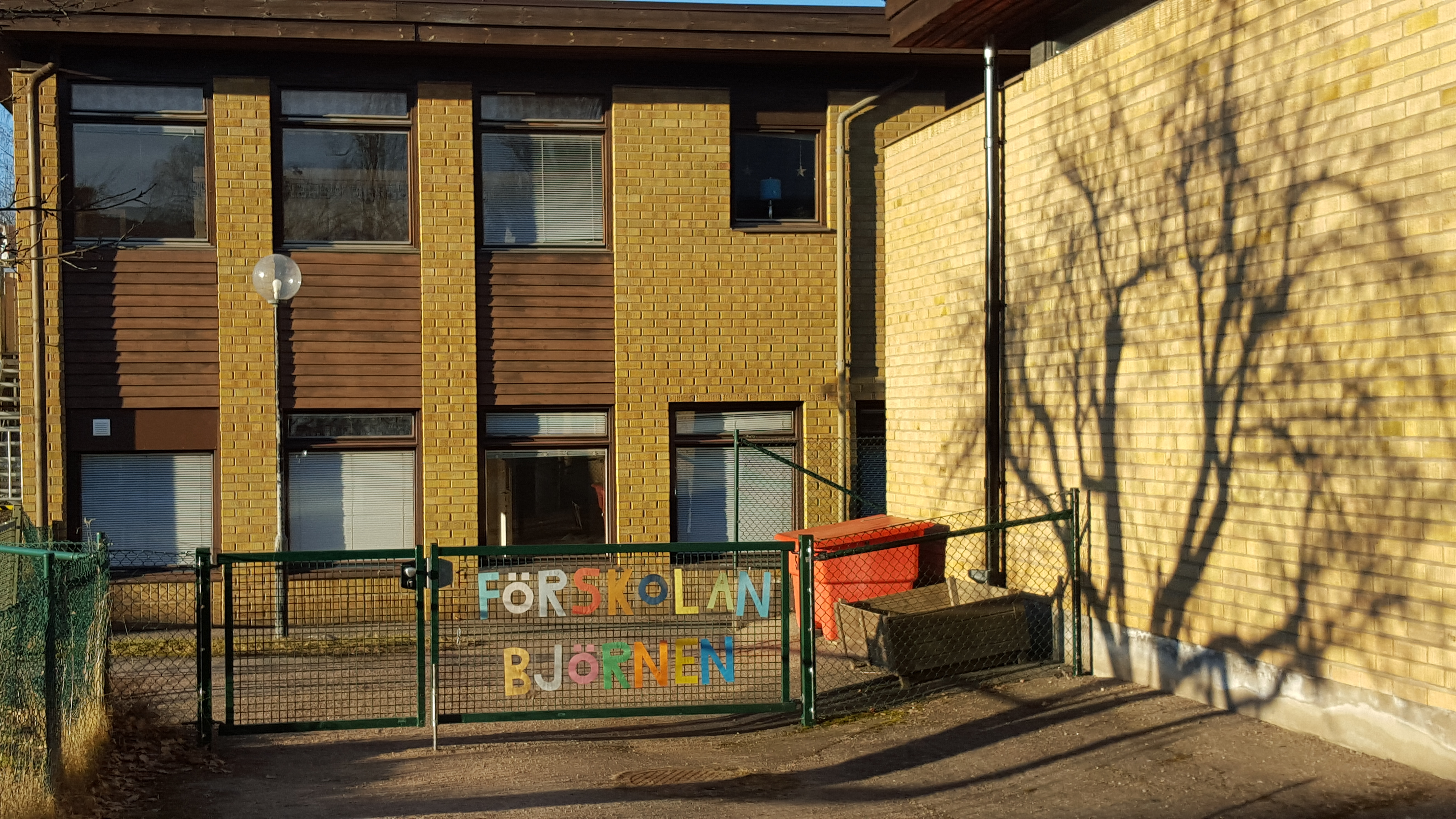
Förskolan vid Vasakyrkan i Filipstad

Kyrkobyggnadens fasad är murad i gult tegel med inslag av vitmålad träpanel. På nedervåningen bedrivs förskoleverksamhet.